# Niphona furcata
Niphona furcata är en skalbaggsart som först beskrevs av Bates 1873.  Niphona furcata ingår i släktet Niphona och familjen långhorningar.
Artens utbredningsområde är Taiwan. Inga underarter finns listade i Catalogue of Life.